# Shen Fu
Shen Fu (kinesiska: 沈復), stilnamn Sanbai (三白), kallad (hao) Meiyin (梅逸), född 1763 i Changzhou (长洲), nuvarande Suzhou, Jiangsu, var en kinesisk författare mest känd för sin självbiografiska roman Pilblad i strömmen (1808) i vilken han beskriver sitt liv tillsammans med sin hustru Chen Yun.
Shen följde 1777 med sin far till Shaoxing för att studera och var med när Qianlong-kejsaren besökte Sydkina 1784. Senare bedrev Shen vinhandel i Suzhou där en vän lånade pengar av honom och sedan försvann. Hans far jagade iväg honom eftersom han "umgicks med prostituerade och nöjeskvinnor". Tillsammans med sin fru fick han en son och en dotter som föräldrarna dock var tvungna att lämna ifrån sig när barnen var i de yngre tonåren. Shens dödsår är okänt men bör ha varit mellan 1810 och 1825, flera år efter sin hustru.
- Wikisource har originalverk som rör Shen Fu.